# PSA DK-motor
PSA DK-motoren var en dieselmotor fremstillet af PSA Peugeot Citroën i årene 1994 til 2000.

## Tekniske specifikationer
- Motortype: Firecylindret rækkemotor med enkelt overliggende knastaksel og tre ventiler pr. cylinder
- Boring x slaglængde: 92,0 x 92,0 mm
- Slagvolume: 2446 cm³
- Kompressionsforhold: 22,0:1
- Maks. effekt: 95 kW (129 hk) / 4300 omdr.
- Maks. drejningsmoment: 285 Nm / 2000 omdr.
- Fødesystem: Hvirvelkammerindsprøjtning med elektronisk styret indsprøjtningspumpe
- Applikationer: Citroën XM, Peugeot 605

| Motor | Spire Denne artikel om motorer og motordele er en spire som bør udbygges. Du er velkommen til at hjælpe Wikipedia ved at udvide den. |